# Lê Thị Riêng
Lê Thị Riêng (1925 - 1968) est une héroïne de la résistance vietnamienne, connue pour son engagement exceptionnel dans la lutte pour l'indépendance contre la colonisation française puis la présence américaine au Vietnam.
Membre des forces armées populaires vietnamiennes, elle participe à des opérations de guérilla et encourage de nombreuses femmes à rejoindre la lutte pour la liberté. Sa bravoure et son sacrifice font d’elle un symbole de courage, honorée dans la mémoire collective vietnamienne comme une figure inspirante de patriotisme et de résilience.

## Biographie

### Enfance et éducation
L'enfance de Lê Thị Riêng s'est déroulée dans un contexte historique complexe et tumultueux au Vietnam. En effet, en 1925, le Vietnam était sous la domination coloniale française. Cette période était marquée par l'exploitation économique, l'oppression politique et la répression des mouvements nationalistes. De nombreux Vietnamiens luttaient pour l'indépendance et la justice sociale. Dans ce climat de révolte contre la colonisation, des mouvements nationalistes émergeaient, inspirant de nombreux jeunes, y compris Lê Thị Riêng. Les idées de liberté et d'indépendance circulaient, influençant son engagement futur dans la lutte pour le Vietnam. Par ailleurs, les conditions de vie pour la majorité des Vietnamiens étaient difficiles. L'agriculture était la principale source de subsistance, mais de nombreux paysans souffraient de la pauvreté et des injustices liées à l'exploitation par les propriétaires terriens et les colons. Lê Thị Riêng a été influencée par les idéaux de liberté et d'égalité qui circulaient parmi les intellectuels et les leaders politiques de l'époque. Son éducation a joué un rôle clé dans son éveil politique, lui permettant de comprendre les injustices de son temps et de se préparer à un engagement actif dans la résistance. Ce contexte a profondément marqué sa jeunesse et a été déterminant dans son choix de s'engager dans la lutte pour l'indépendance du Vietnam.

### Engagement dans la résistance vietnamienne
L'engagement de Lê Thị Riêng dans la résistance vietnamienne s'est caractérisé par plusieurs phases significatives :
Adhésion au mouvement de résistance : Dès son jeune âge, elle a été influencée par les idéaux nationalistes et a rejoint des groupes de résistance qui luttaient contre la colonisation française. Son engagement s'est intensifié durant la guerre d'Indochine (1946-1954), où elle a participé activement à des opérations militaires.
Rôle dans le Viet Minh : Elle a rejoint les forces armées du Viet Minh, qui ont lutté pour l'indépendance contre la colonisation française. Son adhésion à ces forces a marqué le début de son implication active dans la résistance. En tant que membre du Viet Minh, le front nationaliste dirigé par le Parti communiste vietnamien, elle a contribué à des actions militaires, de renseignement et de mobilisation des populations locales pour soutenir la cause de l'indépendance.
Courage et détermination : Son héroïsme s'est manifesté à travers des missions dangereuses, où elle a fait preuve d'un grand courage face aux forces coloniales. Elle a aidé à organiser des guérillas et à former d'autres combattants, notamment des femmes, à prendre part à la lutte en les préparant à participer à des opérations militaires. Son rôle de mentor a permis d'encourager la participation des femmes dans des tâches traditionnellement masculines.
Lutte pendant la guerre du Vietnam : Après la guerre d'Indochine, son engagement s'est poursuivi durant la guerre du Vietnam (1955-1975), où elle a joué un rôle important dans la résistance contre les États-Unis et les forces sud-vietnamiennes. Elle a été impliquée dans des opérations de sabotage et de renseignements.
Grâce à ses actions courageuses, Lê Thị Riêng a été honorée comme héroïne des forces armées populaires vietnamiennes. Son nom reste associé à la bravoure et à la détermination des femmes dans la lutte pour l'indépendance du Vietnam.

### Héroïsme et reconnaissance
Elle a fait preuve d'un immense courage pendant les opérations militaires, participant à des missions dangereuses contre les forces coloniales françaises puis américaines. Sa détermination à se battre pour la liberté du Vietnam a inspiré ses camarades et les populations locales. Dans un contexte où le rôle des femmes dans les conflits militaires était souvent minimisé, Lê Thị Riêng s'est distinguée en tant que leader et combattante. Son engagement a ouvert la voie à d'autres femmes pour participer activement à la lutte, renforçant l'idée que les femmes pouvaient jouer un rôle essentiel dans des rôles de leadership et de combat.
Son histoire a été racontée dans des récits historiques et militaires, faisant d'elle une figure emblématique de la résistance vietnamienne. Son héritage continue d'inspirer les générations futures, en particulier dans le contexte de la lutte pour les droits des femmes et l'égalité. Son héroïsme et sa reconnaissance sont des témoignages importants de la façon dont des femmes comme elle ont contribué à façonner l'histoire du Vietnam. Lê Thị Riêng est devenue un symbole de la bravoure et de la résilience des femmes vietnamiennes dans la lutte pour la liberté et l'indépendance. Son engagement est souvent cité dans le cadre de l'honneur et de la dignité des combattants vietnamiens.

### Mort
Lê Thị Riêng est décédée le 1er février 1968. Bien que les détails précis des circonstances entourant sa mort ne soient pas toujours documentés, il est connu qu'elle a perdu la vie pendant des opérations militaires. À ce moment-là, la guerre était intense, et de nombreuses opérations se déroulaient sur le terrain, impliquant des combats avec les forces américaines et sud-vietnamiennes.
Sa mort a été ressentie comme une perte significative parmi ses camarades et dans le mouvement de résistance.

## Hommage et reconnaissance posthume
Après sa mort, Lê Thị Riêng a été honorée pour ses contributions et son héroïsme. Son nom est inscrit dans les annales de l'histoire militaire vietnamienne, et elle est célébrée comme un symbole de la bravoure des femmes dans la lutte pour l'indépendance.
Son héritage perdure à travers les récits et les mémoires de ceux qui ont combattu à ses côtés. Elle est souvent mentionnée comme une figure emblématique du nationalisme vietnamien et de l'engagement des femmes dans les luttes armées. De nombreuses écoles, rues et lieux publics portent aujourd’hui le nom de Lê Thị Riêng au Vietnam, rappelant à la population son courage et son engagement. Elle est également célébrée lors de commémorations et dans des œuvres culturelles, comme des livres et des récits historiques qui racontent son histoire.
Sa vie et son sacrifice continuent d'inspirer des générations, en soulignant l'importance de la participation des femmes dans les luttes pour la justice et l'égalité.
En somme, l'héritage de Lê Thị Riêng est un rappel puissant de la contribution essentielle des femmes dans les luttes politiques et sociales. Elle est une figure emblématique qui inspire non seulement les Vietnamiens, mais aussi les défenseurs de la liberté et de l'égalité dans le monde entier.